# François Xavier de Montesquiou-Fézensac

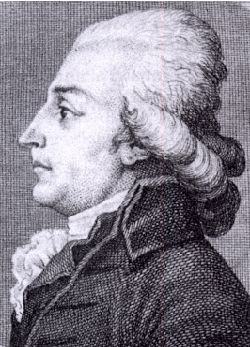
François-Xavier-Marc-Antoine de Montesquiou-Fezensac

François-Xavier-Marc-Antoine de Montesquiou-Fézensac (* 13. August 1756 auf Schloss Marsan, Provinz Gascogne; † 6. Februar 1832 auf Schloss Cirey-sur-Blaise, Département Haute-Marne) war ein französischer Geistlicher und Politiker. Er war 1790 zweimal Präsident der Konstituante und 1814 während der Restauration Innenminister unter Ludwig XVIII.

## Leben
Er stammte aus dem alten Adelsgeschlecht Montesquiou, trat in den geistlichen Stand ein und wurde Abt von Kloster Beaulieu-en-Bassigny und erhielt später eine weitere Abtei bei Le Mans. Im Jahr 1785 war er Generalagent des Klerus. Im Jahr 1789 wurde er als Deputierter der Geistlichkeit der Stadt Paris in die Generalstände gewählt. Er blieb dabei den Grundsätzen des Ancien Régimes treu. Am 16. Juli erklärte er dennoch im Namen des ersten Standes den Beitritt der Geistlichen zur Konstituante.
Er sprach sich in der Folge gegen die Verwandlung des kirchlichen Besitzungen in Nationalgüter aus, stellte sich aber nach dem entsprechenden Beschluss als Kommissar bei der Umsetzung zur Verfügung. Im Jahr 1790 war er zweimal Präsident der Konstituante. Er wandte sich in der Konstituante gegen die Aufhebung der religiösen Orden. Auch kritisierte er die Zivilverfassung des Klerus. Er wurde nicht in die Gesetzgebende Nationalversammlung gewählt und zog sich ins Privatleben zurück.
Nach dem Sturm auf die Tuilerien im August 1792 ging er in die Emigration. In Abwesenheit wurde er zum Tode verurteilt. Zunächst lebte er in England und danach in den Vereinigten Staaten. Zur Zeit des Direktoriums kehrte er nach Frankreich zurück. Er arbeitete für die royalistische Sache und war Mitglied des royalistischen Komitees von Paris. Er appellierte an Napoleon Bonaparte als erstem Konsul, die Bourbonen wieder auf den Thron zu bringen. Er musste sich in der Folge aus Paris nach Menton zurückziehen.
Nach der ersten Restauration wurde er im Mai 1814 unter Ludwig XVIII. Innenminister in der provisorischen Regierung und beteiligte sich am Entwurf der Charte constitutionnelle. Mit der Herrschaft der hundert Tage verlor er sein Amt und ging nach England. Nach der zweiten Restauration wurde er kurzzeitig Staatsminister und Pair von Frankreich. Er wurde Mitglied der Kammer der Pairs. Im Jahr 1817 wurde er zum Grafen und 1821 zum Herzog erhoben. Seit 1816 war er Mitglied der Académie française, ohne an den Sitzungen teilzunehmen. Ebenso war er seit 1816 Mitglied (membre libre) der Académie des inscriptions et belles-lettres.